# Coryphantha salm-dyckiana
Coryphantha salm-dyckiana là một loài thực vật có hoa trong họ Cactaceae. Loài này được (Scheer ex Salm-Dyck) Britton & Rose mô tả khoa học đầu tiên năm 1923.